# Doppia cattura elettronica
La doppia cattura elettronica (in simboli: εε, 2ε, o 2 EC), detta anche a volte cattura bielettronica, per confronto con la cattura monoelettronica, è una trasformazione nucleare rara che comporta la cattura simultanea da parte di un nucleo atomico di due elettroni (e−) orbitanti dell'atomo di cui esso fa parte, e il conseguente suo mutarsi in altro nucleo, con contestuale emissione di due neutrini elettronici ({\displaystyle \nu _{e}}) veloci. I due elettroni che il nucleo assorbe fanno sì che altrettanti protoni (p+) al suo interno vengano trasformati in neutroni (n), analogamente al caso della cattura monoelettronica. Dal punto di vista del nucleo, questa trasformazione è una reazione nucleare. Dal punto di vista dell'atomo che subisce questa trasformazione il processo è assimilabile a un decadimento. In quest'ultimo senso, la doppia cattura elettronica viene considerata un caso particolare di doppio decadimento beta.

## Meccanismo
La differenza con un decadimento consiste nel semplice fatto che, mancando gli elettroni (es. atomo totalmente ionizzato),  il nucleo non può decadere e quindi la trasformazione non può in alcun modo avvenire.
Considerando il nucleo, il processo è schematizzabile come segue:
2 p+ + 2 e−   →   2 n + 2 {\displaystyle \nu _{e}}
In tal modo, si conserva la carica, il numero barionico (e quindi il numero di massa dell'atomo), e quello leptonico, come avviene in generale nel decadimento beta, al quale le catture elettroniche vengono non di rado assimilate.
Considerando l'atomo, per un nuclide di un dato elemento E(A, Z) con un numero nucleoni A e numero atomico Z, lo schema della trasformazione complessiva è il seguente:
AZE++ + 2 e−   →   AZ-2E' + 2 {\displaystyle \nu _{e}}
dove 2 e− sono i due elettroni che già fanno parte dell'atomo E e che verranno catturati dal nucleo, mentre AZE++ è lo stesso atomo senza quei due suoi elettroni; allora, questa reazione si può riscrivere più semplicemente come:
AZE   →   AZ-2E' + 2 {\displaystyle \nu _{e}}
I due neutrini uscenti, dato che la loro massa è del tutto trascurabile in confronto a quella dei nuclei, si prendono praticamente tutta l'energia di decadimento (Q). Nell'atomo, gli elettroni che hanno la massima probabilità di essere catturati dal nucleo sono quelli del primo guscio, livello atomico 1s, come pure accade nel caso della cattura monoelettronica. La scomparsa di due protoni significa che il numero atomico Z si è ridotto di due, quindi la doppia cattura elettronica ha trasformato il nuclide di un dato elemento nel nuclide dell'elemento che lo precede di due posizioni nella tavola periodica.
La doppia cattura elettronica può avvenire, come in tutti i decadimenti, quando la massa del nuclide prodotto (o la corrispondente energia) risulta essere minore di quella del nuclide iniziale.

## Possibili trasformazioni competitive
Alla trasformazione di un nucleo AZE in uno AZ-2E', avente quindi due protoni in meno (e due neutroni in più), che avviene nella doppia cattura elettronica (εε), si può giungere anche per due altre vie se l'energia di decadimento è sufficiente; queste infatti, con proprie soglie energetiche aggiuntive, possono coesistere e competere con la doppia cattura elettronica.
Quando per un dato nuclide soggetto a doppia cattura elettronica l'energia di decadimento non supera 2mec2 = 1,022 MeV, non sono possibili altre modalità di decadimento. Un esempio di questo caso è il nuclide 54Fe, che può decadere in modo εε a 54Cr; essendo qui Q = 0,68 MeV (< 1,022 MeV), l'unico modo possibile per la trasformazione di 54Fe a 54Cr è la doppia cattura elettronica e altre modalità di decadimento ad esso sono energeticamente proibite. In generale però, le altre modalità sono le seguenti:
1. cattura elettronica (ε) + contemporanea emissione di positrone (β+), soglia: +1,022 MeV rispetto a εε (questa è nota come "modalità mista"[10]). Simbolo: εβ+
2. doppia emissione di positrone (β+β+), soglia: +2,044 MeV rispetto a εε. Simbolo: (2β+ o β+β+)

Quando per la trasformazione mista 1 è soddisfatta, la prima soglia energetica (1,022 MeV aggiuntivi rispetto al Q della doppia cattura elettronica), entrambe le trasformazioni (εε + εβ+) possono avvenire per quel nuclide, seppure con differenti rapporti di ramificazione. Un esempio è il nuclide 58Ni: questo può decadere a 58Fe in parte in modo εε, con Q = 1,925 MeV e in parte in modo εβ+, con Q = (1,925 - 1,022) MeV = 0,903 MeV, ma non può decadere in modo 2β+, in quanto si avrebbe Q = (0,903 -1,022) MeV =   -0,118 MeV.
Quando è soddisfatta anche la seconda soglia energetica per la trasformazione 2 tutte e tre le modalità possono avvenire insieme (εε + εβ++ 2β+), seppure con differenti rapporti di ramificazione. Possono quindi darsi dei casi di nuclidi ai quali è energeticamente permesso decadere in tutte e tre queste modalità simultaneamente e ne sono noti otto: 78Kr, 96Ru, 106Cd, 124Xe, 130Ba, 136Ce148Gd, 154Dy.

## Rarità del fenomeno e difficoltà nella rivelazione
La doppia cattura elettronica è una trasformazione la cui probabilità che si verifichi è molto esigua per ragioni quantomeccaniche intrinseche, più rara della cattura monoelettronica, che è già rara; tra tutti gli isotopi degli elementi chimici è stata accertata osservativamente nei tre esempi che seguono, anche se in diversi altri casi energeticamente permessi si sospetta che possa avvenire, sebbene manchino sufficienti conferme sperimentali. Inoltre, le emivite riscontrate o calcolate sono enormi, potendo superare i 1020 anni. La rivelazione è difficoltosa in quanto non c'è emissione di particelle materiali cariche dalla reazione, come nei comuni decadimenti e la rivelazione dei neutrini è già alquanto complicata. Come nella cattura monoelettronica si hanno fenomeni secondari che accompagnano la trasformazione, l'emissione di raggi X e di elettroni Auger, dovuti alle eccitazioni dei gusci elettronici. Le loro energie cadono in un intervallo (tra circa 1 e 10 keV) nel quale il rumore di fondo è di norma piuttosto intenso.
Esempi:
  7836Kr   →    7834Se + 2 {\displaystyle \nu _{e}}
12454Xe   →   12452Te + 2 {\displaystyle \nu _{e}}
13056Ba   →   13054Xe + 2 {\displaystyle \nu _{e}}